# Sidney Jones

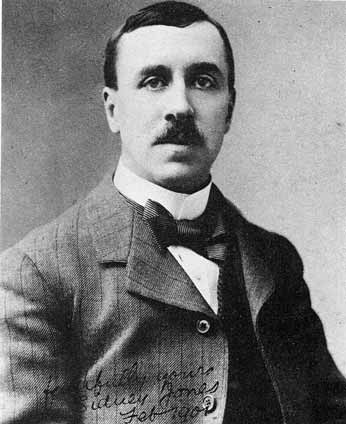
Sidney Jones (1901)

James Sidney Jones (* 17. Juni 1861 in Islington, heute Stadtteil von London; † 29. Januar 1946 ebenda) war ein britischer Komponist und Dirigent.

## Leben
Schon in Jones‘ Jugend siedelte die Familie nach Leeds um, weil der Vater des Jungen dort zum musikalischen Direktor des Grand Theatre berufen worden war. Nach seinem Studium trat Jones als Klarinettist in das Orchester seines Vaters ein. Danach betätigte er sich als Militärkapellmeister. 1886 engagierte ihn die Schauspielerin und Produzentin Kate Sandley als Dirigenten für ihr musikalisches Bühnenwerk „Vetah“. Anschließend arbeitete er vier Jahre lang für Henry Leslies Wanderbühne und dann für weitere Tourneetheater, die ihn nach Amerika und sogar nach Australien führten. In diese Zeit fallen auch seine ersten Versuche als Komponist. Er schrieb die Musik für die Pantomime „Aladdin II“, die – wieder zurück in Großbritannien – 1889 in Leeds Premiere hatte.
Um 1890 lernte Jones den Journalisten Jimmy Davis kennen. Dieser verfasste unter dem Pseudonym Owen Hall Libretti für Revuen, Komische Opern und Operetten. Ihr erstes gemeinsames Stück war „A Gaiety Girl“ (1893), das in England Maßstäbe für das populäre Musiktheater setzte. Das Glanzlicht ihrer Zusammenarbeit war aber die Operette „Die Geisha“, ein Stück, das in viele Sprachen übersetzt wurde und Jones‘ Namen weit über seine Heimat hinaus bekannt machte. An den großen Erfolg dieses Meisterwerkes konnte der Komponist nur noch einigermaßen mit seiner 1902 erschienenen Operette „My Lady Molly“ anknüpfen.

## Musikalische Bühnenwerke (Auswahl)
- 1889: Aladdin II
- 1892: Our Family Legend
- 1893: Don Yuan
- 1893: A Gaiety Girl
- 1894: An Artist's Model
- 1896: The Geisha, deutsch: Die Geisha
- 1898: A Greek Slave
- 1899: San Toy
- 1902: My Lady Molly
- 1903: The Medal and the Maid
- 1906: See See
- 1908: King of Cadonia
- 1913: The Girl from Utah
- 1916: The Happy Day

| Personendaten    | Personendaten                            |
| ---------------- | ---------------------------------------- |
| NAME             | Jones, Sidney                            |
| ALTERNATIVNAMEN  | Jones, James Sidney (vollständiger Name) |
| KURZBESCHREIBUNG | englischer Komponist                     |
| GEBURTSDATUM     | 17. Juni 1861                            |
| GEBURTSORT       | Islington                                |
| STERBEDATUM      | 29. Januar 1946                          |
| STERBEORT        | London                                   |